# Orosiriano

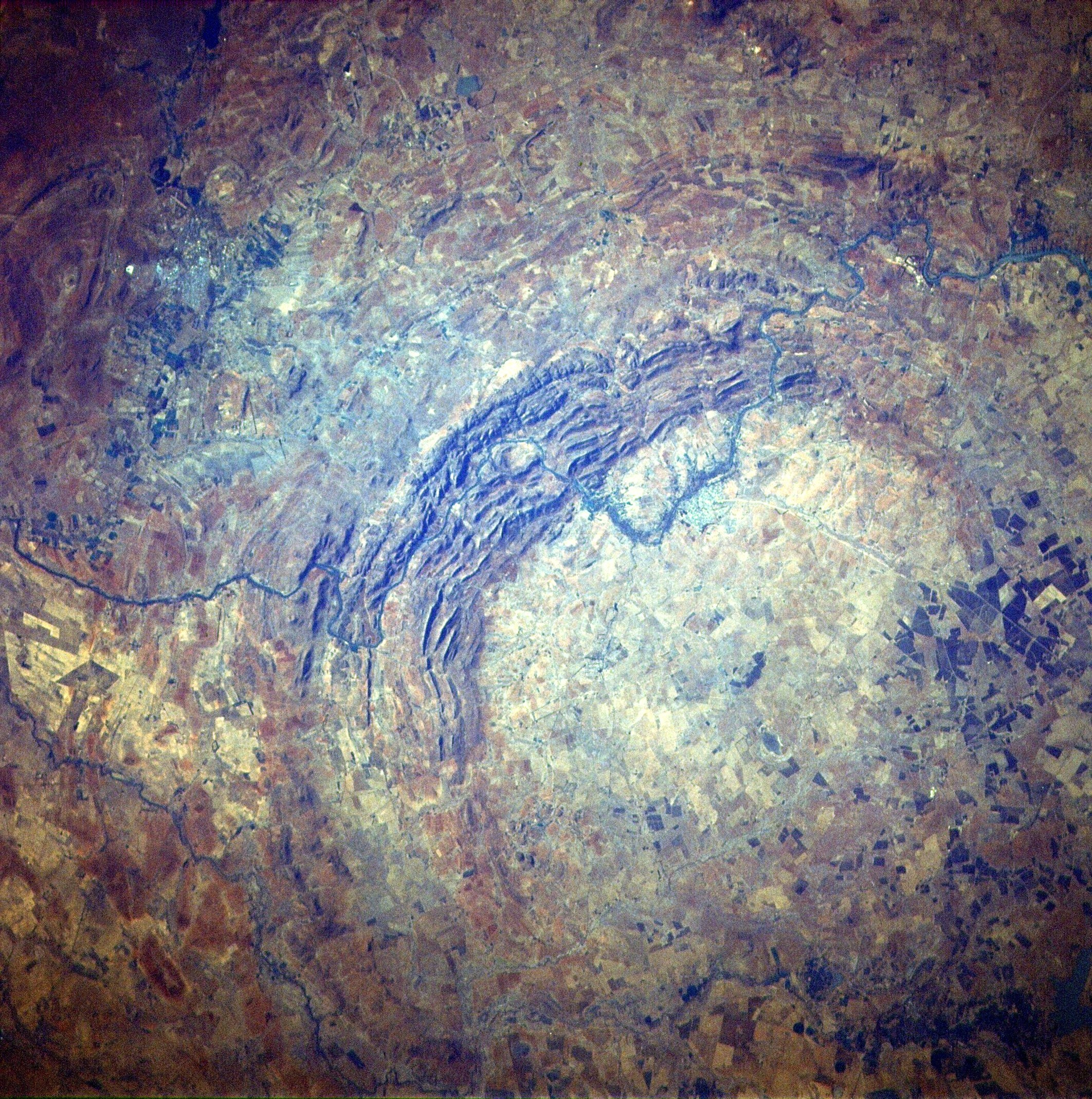
Il cratere di Vredefort in Sud Africa.

L'Orosiriano (dal greco ὀροσειρά orosira, "catena di montagne") è il terzo periodo dell'era Paleoproterozoica, che durò da 2,05 a 1,8 miliardi di anni fa.
Anziché essere basate sulla stratigrafia, queste date sono definite cronologicamente.

## Caratteristiche
All'incirca a metà del periodo ci fu un'intensa attività di orogenesi virtualmente su tutte le terre allora emerse, dando origine alla formazione delle catene montagnose che danno il nome al periodo.
Due rilevanti eventi da impatto sulla Terra si verificarono nel periodo Orosiriano. All'inizio di questo periodo, 2,023 miliardi di anni fa, la collisione di un grande asteroide creò il cratere di Vredefort in Sud Africa. Il secondo evento, che creò la struttura da impatto del Sudbury Basin in Canada, avvenne verso la fine del periodo, 1,850 miliardi di anni fa.

## Contenuto fossilifero
- Probabili tracce di organismi primordiali pluricellulari rinvenuti nell'ovest del Texas (circa 2 miliardi di anni fa, vedi Ediacarano).